# Бойко Рангелов
Бойко Рангелов (роден на 7 юли 1950 г. в София) е български геофизик, университетски преподавател и изследовател с международен принос в областта на природните бедствия, геоекологията и сеизмологията. Автор е на над 500 научни и над 500 научно-популярни публикации, както и на 30 книги или глави в книги. Участвал е в изпълнението на над 100 научни проекта в България и чужбина. В момента е директор на Центъра за природни науки при Българската академия на науките и изкуствата (БАНИ).

## Биография
Бойко Рангелов е роден на 7 юли 1950 г. в София. Завършва специалност „Геофизика“ в Минно-геоложки университет „Св. Иван Рилски“ през 1973 г., както и специалност „Приложна математика“ в Технически университет – София през 1974 г. Придобива докторска степен по физика през 1986 г. с дисертация на тема: „Разпределения на параметри на земетресенията в Балканския регион с приложение в сеизмичното райониране и прогнозиране.“ Хабилитира се през 1989 г.

## Академична и професионална дейност
Преподавал е в Минно-геоложкия университет (като редовен професор) и в Нов български университет (като хоноруван доцент). Работил е като изследовател в Национален институт по геофизика, геодезия и география и Институт за космически изследвания и технологии при БАН.
Понастоящем е пенсионер, но продължава да е активен учен, преподавател и ръководител на Центъра за природни науки към БАНИ, където е и академик.

## Научна дейност
Основните му изследвания са в областта на:
- Природни бедствия: земетресения, цунами, вулкани, наводнения, горски пожари.
- Геоекология: екологични катастрофи и рискове.
- Системи за ранно предупреждение.
- Приложна геофизика (вкл. Антарктически изследвания)
- Космически изследвания и астрофизика
- Нелинейни процеси в геодинамиката
- Гражданска защита и управление на риска

Поставя в експлоатация първата българска сеизмологична станция в Антарктика през 2000 г.

## Международна дейност
Проф. Рангелов има специализации в САЩ (по темата „Предвестници и прогнозиране на земетресения“) и в JRC – Съвместен изследователски център на ЕК, Италия. Бил е гост-изследовател в Университета в Болоня и е участвал в проекти и сътрудничества в над 30 държави.
Изнася лекции в Италия, Русия, Египет, Люксембург, САЩ и други.

## Избрани публикации
- Земетръсната опасност в България – изд. Магента, 1995, ISBN 954-8320-08-8;
- The Earthquake (M7.8) Source Zone (South-West Bulgaria) – Acad. Publ. House “M. Drinov”, 2001;
- Natural Hazards – Nonlinearities and Assessment – Изд. на БАН, 2011, ISBN 978-954-332-419-7;
- Multihazard Early Warnings – LAP, 2017, ISBN 978-620-2-07727-9;
- Ranguelov, Boyko. Risk Profiles and Hazards for the Black Sea Area.   springer.com, 2013. (на английски)
- New Emerging Tsunami Generators – Cambridge Scholars Publishing, 2020;
- Earthquake “Doublets”: Kresna-Kroupnik and Gaziantep–Kahramanmaraş – Earthquake Journal, 2024.

## Награди и признания
- Сребърен знак с червена лента на Университета в Токио (1990)
- Сребърен медал на Университета в Кайро (1996)
- Златен медал и диплома от East-West Euro Intellect за устройство за лабораторно моделиране на цунами (1998, съвместно с Г. Мардиросян)
- Грамота за почетно членство в Research Board of Advisors, American Biographical Institute (2000)
- Диплом и награда на Съюза на учените в България за високи научни постижения в областта на естествените науки (1999 – 2000)
- Диплом за монографията „Геодинамика на Балканите“ – СУБ (2007)
- Диплом за интелектуална и научно-просветна дейност – Професорски клуб, Владивосток (2008)
- Награда „ВАРНА“ за проекта MARINEGEOHAZARDS (2014)
- Диплом и знак на НТС по минно дело и геология – „Заслужил геолог“ (2016)
- Почетен знак на МГУ „За принос в развитието и утвърждаването на университета“ (2016)
- Златен плакет на Съюза на изобретателите в България за участие в ITF-ITI (2023)
- Медал „Петър Берон“ на БАНИ (2022)
- Златен медал на СИБ за изобретения в InfoTech-ITF-ITI, Пловдив (2024)

## Членства и участия

### Академични и професионални организации
- Американски геофизичен съюз (от 1990)
- Европейска сеизмологична комисия (от 1980)
- Американски физически институт (от 1990)
- Европейско геофизично общество (от 1994)
- Балкански геофизичен съюз (от 1995)
- Съюз на учените в България (от 1980)
- Балкански физически съюз (от 1993)
- Съюз на физиците в България (от 1979)
- Международен съюз по геодезия и геофизика (IASPEI), Комисия по цунами – национален представител (от 1995)
- Български геофизичен съюз (от 1998)
- НТС по минно дело и геология (от 1996)
- Американски биографичен институт (от 2000)
- Съюз на изобретателите в България (от 2024)
- Съюз на независимите писатели в България (от 2024)

### Участие в конференции и симпозиуми
- Международна конференция „Космос, Екология, Сигурност“ (от 2009)
- Международна конференция „Съвременните технологии, образованието и професионалната практика в геодезията и свързаните с нея области“ (от 2008)

### Редакторска дейност
- Член на редакционния съвет на списание *Research in Geophysics*
- Член на редакционния съвет на списание *Earth Sciences*
- Член на редакционния съвет на списание *Аерокосмически изследвания в България*

## Друга литература
- B. (2011). Natural Hazards – Nonlinearities and Assessment. Academic Publishing House, BAS. ISBN 978-954-332-419-7.
- B., Frantsova, A. (2017). Multihazards Early Warnings: Research, Models and Bulgarian Expertise. Lambert Academic Publishing. ISBN: 978-620-2-07727-9.
- B. (2013). Risk profiles and hazards for the Black Sea area. In: Landslide Science and Practice, Vol. 7, Springer. DOI:[5]
- B. (2020). New emerging tsunami generators: A Challenge to multi-hazard early warning systems. In: Contemporary Studies in Sciences. Cambridge Scholars Publishing, pp. 106 – 127. ISBN 978-1-5275-5424-5.
- B. (2024). Earthquake “doublets”: Case studies for Kresna-Kroupnik and Gaziantep–Kahramanmaraş. Earthquake, 2(1): 1882. DOI:[6]